# Doug Collins (homme politique)
Pour les articles homonymes, voir Doug Collins et Collins.
Douglas Allen Collins, dit Doug Collins, né le 16 août 1966 à Gainesville (Géorgie), est un homme politique américain, secrétaire aux Anciens Combattants dans la seconde administration Trump depuis le 5 février 2025. 
Membre du Parti républicain, il est le représentant du 9e district de Géorgie à la Chambre des représentants des États-Unis de 2013 à 2021. Il a été pasteur chrétien baptiste jusqu'en 2005.

## Biographie

### Jeunesse

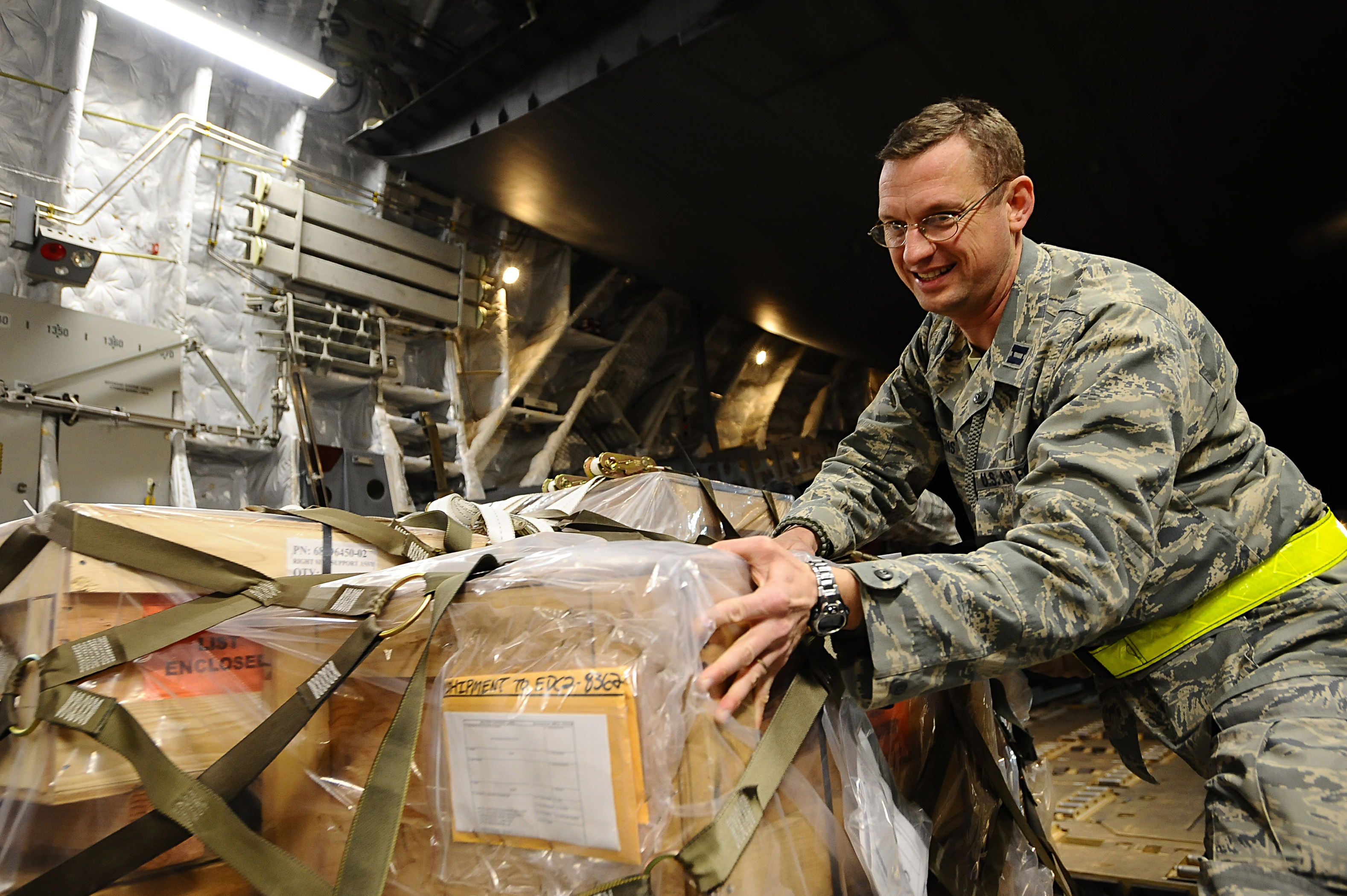
Doug Collins en 2008, servant en Irak en tant qu'aumônier militaire.

Doug Collins est originaire de Gainesville, dans le nord de la Géorgie. Il a étudié en science politique et Droit pénal à l'université de Géorgie du Nord (en) et a obtenu un Bachelor of Arts en 1988, puis il a étudié en théologie au New Orleans Baptist Theological Seminary et a obtenu un master (Master of Divinity) en 1996. Il a également étudié à la Atlanta's John Marshall Law School et a obtenu un Juris Doctor en 2007.

### Ministère
En 1994 il est devenu pasteur à l'église Chicopee Baptist Church jusqu’en 2005.

### Chambre des représentants de Géorgie (2007-2013)
En 2006, Doug Collins est élu à la Chambre des représentants de Géorgie dans le 27e district de l'État. En 2006 comme lors de ses réélections de 2008 et 2010, il est le seul candidat à la fois lors de la primaire républicaine et lors de l'élection générale, sans opposition d'un candidat nommé par le Parti démocrate.

### Carrière
Il obtient un doctorat en droit en 2008 à Atlanta et exerce comme avocat. En 2007, il s'engage également dans le Air Force Reserve Command en tant qu'aumônier militaire, déployé en Irak l'année suivante. Il est actuellement au grade de lieutenant-colonel.

### Représentant des États-Unis (2013-2021)
Lors des élections de 2012, il se présente à la Chambre des représentants des États-Unis dans le 9e district de Géorgie. La circonscription, qui comprend le nord-est de la Géorgie, est l'une des plus conservatrices de l'État. Il est élu représentant face à Jody Cooley, membre du Parti démocrate. Il est réélu sans opposition lors des élections de 2016. De 2017 à 2019, Collins est vice-président du groupe républicain à la Chambre des représentants (Vice Chair of the House Republican Conference), quatrième personnage dans l'ordre protocolaire partisan après le chef, whip et président de groupe.

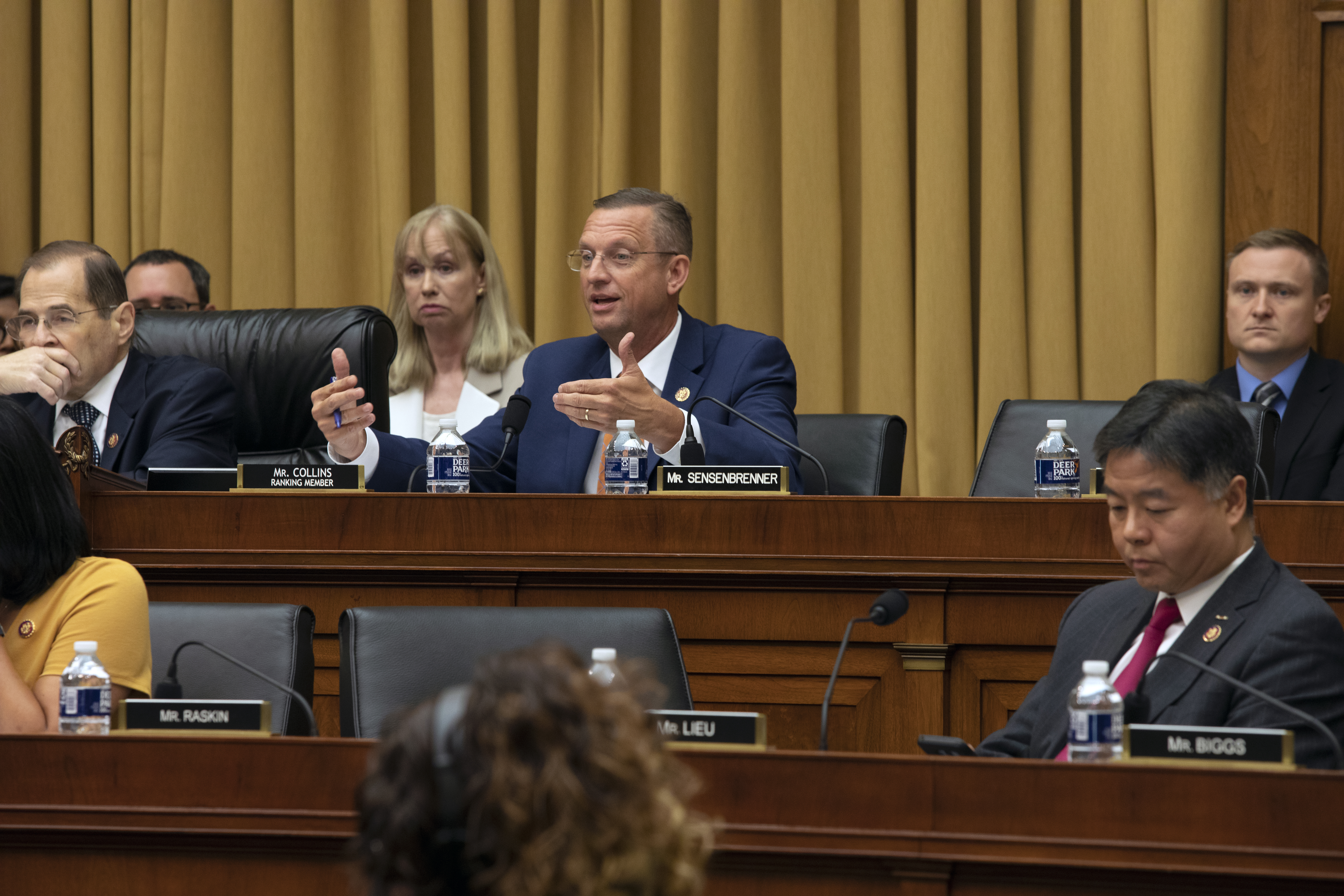
Doug Collins au sein du comité judiciaire en 2019.

Après les élections de 2018, Doug Collins devient le plus haut membre du parti minoritaire (en anglais : ranking member) au sein du comité judiciaire de la Chambre. Il cède ses fonctions à Jim Jordan début 2020 pour se présenter au Sénat des États-Unis. À ce poste, il se fait remarquer comme l'un des principaux défenseurs du président lors de la première procédure de destitution de Donald Trump,.

### Candidature au Sénat des États-Unis (2020)
Fin 2019, le sénateur républicain de Géorgie Johnny Isakson annonce sa démission. Donald Trump et son entourage encouragent alors le gouverneur Brian Kemp à nommer Doug Collins pour lui succéder au Sénat des États-Unis. Cependant, Brian Kemp décide de nommer la milliardaire Kelly Loeffler, prête à utiliser sa fortune personnelle dans les élections à venir et considérée comme plus à même de courtiser l'électorat des banlieues d'Atlanta,.
Doug Collins choisit toutefois de se présenter à l'élection partielle de novembre 2020 face à Kelly Loeffler pour terminer le mandat de Johnny Isakson. En Géorgie, tous les candidats participent au premier tour de l'élection partielle, quel que soit leur parti ; aucune primaire n'est organisée. Alors que Donald Trump envisage de le nommer comme directeur du renseignement national pour éviter un duel fratricide avec la sénatrice sortante, Doug Collins refuse le poste et choisit de poursuivre sa campagne. Durant plusieurs mois, Kelly Loeffler et Doug Collins s'attaquent mutuellement pour démontrer qu'ils sont le candidat le plus conservateur et le plus proche de Donald Trump,. Les candidats sont longtemps au coude-à-coude alors que Donald Trump refuse de soutenir un candidat, malgré les demandes de Mitch McConnell en faveur de Kelly Loeffler. À l'approche de l'élection, les sondages donnent toutefois Doug Collins distancé par le démocrate Raphael Warnock et la sénatrice sortante, qui a profité de sa fortune pour se faire connaître. Le 3 novembre 2020, Doug Collins arrive en effet troisième de l'élection, avec environ 20 % des voix. Il apporte aussitôt son soutien à Kelly Loeffler, qui est battue par Raphael Warnock lors du second tour du 5 janvier 2021.

### Seconde administration Trump
Le 14 novembre 2024, quelques jours après sa seconde victoire aux élections présidentielles, Donald Trump annonce son intention de nommer Collins comme secrétaire aux Anciens combattants des États-Unis au sein de sa seconde administration. Il est confirmé à son poste le 4 février 2025, par le Sénat des États-Unis via un vote de 77 pour et 23 contre.

## Historique électoral

### Chambre des représentants
| Année | Doug Collins | Démocrate |
| ----- | ------------ | --------- |
| Année |              |           |
| 2012  | 76,18 %      | 23,82 %   |
| 2014  | 80,67 %      | 19,33 %   |
| 2016  | 100,00 %     | —         |
| 2018  | 79,51 %      | 20,49 %   |